# Sam Bottoms
Samuel John Bottoms (17 de octubre de 1955 – 16 de diciembre de 2008) fue un actor y productor estadounidense, popular por su papel del soldado Lance B. Johnson en la película Apocalipsis Now de 1979.

## Vida personal
Bottoms nació en Santa Bárbara, California, hijo de James "Bud" Bottoms (un escultor y maestro de arte) y Betty Chapman, y hermano de los actores Timothy Bottoms (1951), Joseph Bottoms (1954) y Ben Bottoms (1960). Falleció a causa de un glioblastoma multiforme, un tipo de tumor cerebral, el 16 de diciembre de 2008.

## Carrera
Cuando Bottoms había cumplido 16 años, estuvo en el set de La última película (1971), en la que su hermano mayor Timothy actuaba, cuando el director Peter Bogdanovich decidió hacerle una prueba. Terminó interpretando el papel de Billy en la película, el cual no participaba en ningún diálogo, pero contribuía de forma significativa en la trama. Luego apareció junto a Clint Eastwood en The Outlaw Josey Wales (1976) y también en Bronco Billy (1980).
En 1979 interpretó a Lance Johnson en la película bélica Apocalipsis Now de Francis Ford Coppola.

## Televisión
| - Doc Elliot (1974) - Savages (1974) - Lucas Tanner (1974) - Cage Without a Key (1975) - Marcus Welby, M.D. (1976) - Greatest Heroes of the Bible (1978) - The Eddie Capra Mysteries (1978) - East of Eden (1981) - Desperate Lives (1982) - Return to Eden (1983) - No Earthly Reason (1984) | - Gringo mojado (1986) - The Witching of Ben Wagner (1987) - Island Sons (1987) - 21 Jump Street (1990) - Murder, She Wrote (1989–1991) - Zooman (1995) - The X Files (1995) - Mercenary II: Thick & Thin (1997) - My Neighbor's Daughter (1998) - NYPD Blue (2004) |

## Filmografía
| - La última película (1971) - Class of '44 (1973) - Zandy's Bride (1974) - The Outlaw Josey Wales (1976) - Apocalipsis Now (1979) - Up from the Depths (1979) - Bronco Billy (1980) - Prime Risk (1985) - Hunter's Blood (1987) - Gardens of Stone (1987) - After School (1988) - Ragin' Cajun (1991) - Hearts of Darkness: A Filmmaker's Apocalypse (1991) - Dolly Dearest (1992) - North of Chiang Mai (1992) | - The Trust (1993) - Sugar Hill (1994) - Project Shadowchaser III (1995) - Snide and Prejudice (1997) - Joseph's Gift (1998) - The Unsaid (2001) - Shadow Fury (2001) - True Files (2002) - Looking Through Lillian (2002) - Seabiscuit (2003) - Havoc (2005) - Shopgirl (2005) - Winter Passing (2005) - SherryBaby (2006) - Finishing the Game (2007) |

## Productor
- Picture This: The Times of Peter Bogdanovich in Archer City, Texas (1991)